# Cymbella
Genre
Cymbella est un genre de la famille des Cymbellaceae, algues diatomées du phylum Bacillariophyta.
On y distingue près de 240 espèces. 

## Étymologie
Le nom de genre Cymbella, est composé du préfixe "cymb-", « creux, coupe ; nacelle » et du suffixe "-ella", petite, littéralement « petite coupe » ou « petite nacelle », en référence à la forme de la diatomée.

## Systématique
Le genre Cymbella a subi un certain nombre de révisions depuis la fin des années 1980. Ce vaste complexe,, a été progressivement remplacé par plusieurs genres mieux circonscrits. Certains sont des résurrections de genres anciens, par exemple Encyonema (Kützing), tandis que d'autres sont nouveaux, par exemple Reimeria (Kociolek & Stoermer, 1987). 
Plus récemment, Krammer a distingué les genres  Afrocymbella,  Cymbellopsis, Cymbopleura, Delicata, Encyonopsis, Gomphocymbella, Gomphocymbellopsis et Navicymbula.

## Description
La longueur de cellule va de 10 à 220 micromètres.

## Liste d'espèces
Selon AlgaeBase (19 févr. 2012) :
- Cymbella abbottii Cholnoky & Claus
- Cymbella aculeata Lauby (Sans vérification)
- Cymbella acuta (Lyngbye) C.Agardh (Sans vérification)
- Cymbella acuta Lauby (Sans vérification)
- Cymbella acutea (A.Schmidt) Cleve (Sans vérification)
- Cymbella adnata (Kützing) Brébisson & Godey (Sans vérification)
- Cymbella advena VanLandingham (Sans vérification)
- Cymbella aequaloides Archibald (Sans vérification)
- Cymbella affiniformis Krammer
- Cymbella affinis Kützing
- Cymbella alaskana Patrick & Freese (Sans vérification)
- Cymbella algida Cleve-Euler (Sans vérification)
- Cymbella alpestris Krammer
- Cymbella alpinoides Hustedt (Sans vérification)
- Cymbella amelieana Van de Vijver & Lange-Bert.
- Cymbella americana A.W.F.Schmidt (Sans vérification)
- Cymbella amoyensis M.Voigt (Sans vérification)
- Cymbella amphioxys Cleve
- Cymbella amplificata Krammer
- Cymbella ampullacea Hustedt (Sans vérification)
- Cymbella andranokelyna Manguin (Sans vérification)
- Cymbella angustissima Hustedt
- Cymbella ankobraensis Foged (Sans vérification)
- Cymbella antarctica Cleve (Sans vérification)
- Cymbella antogaryanum Selva (Sans vérification)
- Cymbella arakawana Kobayasi
- Cymbella arctica (Lagerstedt) Schmidt
- Cymbella arctissima Metzeltin
- Cymbella aspera (Ehrenberg) Cleve
- Cymbella aubertii Manguin (Sans vérification)
- Cymbella aueri Krasske (Sans vérification)
- Cymbella australica (A.Schmidt) Cleve
- Cymbella avenacea Brébisson & Godey
- Cymbella baicalensis Skvortzow & Meyer
- Cymbella balatonis Grunow
- Cymbella bastowii Carter (Sans vérification)
- Cymbella batthyanyiana Pantocsek (Sans vérification)
- Cymbella beherei Foged (Sans vérification)
- Cymbella behrei Foged (Sans vérification)
- Cymbella bengalensis Grunow
- Cymbella bengaliformis Krammer
- Cymbella bernensis Meister
- Cymbella beverleiana A.W.F.Schmidt (Sans vérification)
- Cymbella bharatensis Sarode & Kamat (Sans vérification)
- Cymbella bicapitata Hustedt
- Cymbella bistritzae Oltean & Zanoschi (Sans vérification)
- Cymbella blancheana R.Maillard
- Cymbella boeckii (Grunow) F.W.Mills (Sans vérification)
- Cymbella borapetensis Foged (Sans vérification)
- Cymbella borealis Cleve
- Cymbella borgei O.Müller (Sans vérification)
- Cymbella botellus (Lagerstedt) Schmidt
- Cymbella bouleana Héribaud-Joseph & J.Brun
- Cymbella bourrellyi Maillard ex Moser, Steindorf & Lange-Bertalot
- Cymbella brasiliana Cleve
- Cymbella brebissoniana Gutwinski (Sans vérification)
- Cymbella brevicostata Fusey (Sans vérification)
- Cymbella brevieri Héribaud-Joseph (Sans vérification)
- Cymbella breweriana Foged
- Cymbella bruyanti Héribaud-Joseph (Sans vérification)
- Cymbella buechleri Krammer
- Cymbella caespitosa (Kützing) Brun (Sans vérification)
- Cymbella caespitosum (Kützing) Brun (Sans vérification)
- Cymbella calida Woodhead & Tweed (Sans vérification)
- Cymbella cantalense Héribaud-Joseph (Sans vérification)
- Cymbella cantonatii Lange-Bertalot
- Cymbella capitata Héribaud-Joseph (Sans vérification)
- Cymbella capitata J.Brun (Sans vérification)
- Cymbella capitata Pantocsek (Sans vérification)
- Cymbella capitata Zimmermann
- Cymbella capitellata P.Fusey (Sans vérification)
- Cymbella capricornis Skvortzov (Sans vérification)
- Cymbella carassius Skvortzov (Sans vérification)
- Cymbella carenageana R.Maillard
- Cymbella cassidula M.H.Hohn & Hellerman (Sans vérification)
- Cymbella cayeuxi Lauby (Sans vérification)
- Cymbella chandolensis Gandhi (Sans vérification)
- Cymbella charetoni Héribaud-Joseph (Sans vérification)
- Cymbella charrua Metzeltin, Lange-Bertalot & García-Rodríguez (Sans vérification)
- Cymbella chasei Cholnoky (Sans vérification)
- Cymbella chyzerii Pantocsek (Sans vérification)
- Cymbella cimbebasiae Cholnoky (Sans vérification)
- Cymbella cistula (Hemprich & Ehrenberg) O.Kirchner
- Cymbella cistuliformis Krammer
- Cymbella cistuloides Skvortzov (Sans vérification)
- Cymbella claasseniae Cholnoky
- Cymbella clementis Pantocsek (Sans vérification)
- Cymbella clericii Frenguelli (Sans vérification)
- Cymbella cleve-eulerae Krammer
- Cymbella coamoensis Hagelstein (Sans vérification)
- Cymbella coffeaeformis C.Agardh (Sans vérification)
- Cymbella compacta Østrup
- Cymbella conifera J.Brun & Héribaud-Joseph (Sans vérification)
- Cymbella convexa (Hustedt) Krammer
- Cymbella copulata (Kützing) Brébisson & Godey (Sans vérification)
- Cymbella costata Rabenhorst (Sans vérification)
- Cymbella coudertii Héribaud-Joseph (Sans vérification)
- Cymbella couleensis Sovereign (Sans vérification)
- Cymbella crassa (Grunow) Krammer
- Cymbella crassistigmata Krammer
- Cymbella creguti Héribaud-Joseph (Sans vérification)
- Cymbella criophila Castracane (Sans vérification)
- Cymbella cristata (Frenguelli) VanLandingham (Sans vérification)
- Cymbella cryptocephala Hustedt (Sans vérification)
- Cymbella cucumis A.Schmidt
- Cymbella cursiformis Hufford & G.Collins (Sans vérification)
- Cymbella curta A.Schmidt
- Cymbella curvata Rabenhorst (Sans vérification)
- Cymbella cymbiformis C.Agardh (espèce type)
- Cymbella dadwinensis Foged (Sans vérification)
- Cymbella davidsonii Grunow (Sans vérification)
- Cymbella deblockii Héribaud-Joseph (Sans vérification)
- Cymbella delauneyi Manguin (Sans vérification)
- Cymbella delecta A.Sch. (Sans vérification)
- Cymbella delicatissima Hustedt (Sans vérification)
- Cymbella deltaica Moruzi (Sans vérification)
- Cymbella descripta (Hustedt) Krammer & Lange-Bertalot
- Cymbella designata Krammer
- Cymbella dianae (Ehrenberg) Ralfs (Sans vérification)
- Cymbella dicephala (Ehrenberg) Holmboe (Sans vérification)
- Cymbella digitataradiata Skvortzov (Sans vérification)
- Cymbella directa R.Maillard
- Cymbella disparestriata R.Maillard (Sans vérification)
- Cymbella disparestriata R.Maillard ex Lange-Bertalot & Gerd Moser
- Cymbella diversa Krammer
- Cymbella diversiforamina Schiller & Krammer
- Cymbella diversiformis Krammer
- Cymbella diversistigmata Krammer
- Cymbella dobsonensis K.Krammer
- Cymbella dorsenotata Østrup
- Cymbella dorsirostrata Krammer
- Cymbella dubia Østrup (Sans vérification)
- Cymbella dubitabilis Lange-Bertalot & Gerd Moser
- Cymbella dubitata Cholnoky (Sans vérification)
- Cymbella dubravicensis Grunow
- Cymbella dumbeana R.Maillard
- Cymbella duplopunctata Krammer
- Cymbella eburnea Zanon (Sans vérification)
- Cymbella edelbergii Foged (Sans vérification)
- Cymbella elegans Cramer (Sans vérification)
- Cymbella elegans Jasnitsky (Sans vérification)
- Cymbella elizabethana Krammer
- Cymbella elliptica Prudent
- Cymbella encyonema Heiberg (Sans vérification)
- Cymbella epithemoides Rabenhorst (Sans vérification)
- Cymbella erdobenyiana Pantocsek (Sans vérification)
- Cymbella estonica K.Mölder (Sans vérification)
- Cymbella euricephala Rabenhorst (Sans vérification)
- Cymbella eurycephala Rabenhorst (Sans vérification)
- Cymbella excavata Cleve-Euler (Sans vérification)
- Cymbella excisa Kützing
- Cymbella excisiformis Krammer
- Cymbella exigua Krammer
- Cymbella expecta VanLandingham (Sans vérification)
- Cymbella explanata Pantocsek (Sans vérification)
- Cymbella failaisensis (Grunow) Krammer & Lange-Bertalot
- Cymbella falaisensis (Grunow) Krammer & Lange-Bertalot
- Cymbella farakulumensis Foged (Sans vérification)
- Cymbella fennica Cleve-Euler (Sans vérification)
- Cymbella fonticolaÿ Hustedt
- Cymbella fornicata Rabenhorst (Sans vérification)
- Cymbella foucaudi Héribaud-Joseph (Sans vérification)
- Cymbella frenguellii Manguin (Sans vérification)
- Cymbella frieseana Grunow (Sans vérification)
- Cymbella frigida A.Cleve
- Cymbella fuegensis Cleve-Euler (Sans vérification)
- Cymbella fulva (Kützing) Brébisson & Godey (Sans vérification)
- Cymbella fulva (Nitsch) C.Agardh (Sans vérification)
- Cymbella fusidium (Ehrenberg) Rabenhorst (Sans vérification)
- Cymbella gadjiana R.Maillard ex Lange-Bertalot & Gerd Moser (Sans vérification)
- Cymbella gallaudi Héribaud-Joseph (Sans vérification)
- Cymbella gasumanni Meister (Sans vérification)
- Cymbella gauemannii  (Sans vérification)
- Cymbella geddiana Krammer & Lange-Bertalot
- Cymbella gemeinhardtii Metzeltin & Krammer
- Cymbella geminata (Turpin) Brébisson & Godey (Sans vérification)
- Cymbella gibba J.W.Bailey (Sans vérification)
- Cymbella gibba Kiselev (Sans vérification)
- Cymbella gibberula Hustedt
- Cymbella gibberula P.Fusey (Sans vérification)
- Cymbella gibbosa Pantocsek (Sans vérification)
- Cymbella giluwensis W.Vyverman
- Cymbella girodii (Heribaud) Krammer (Sans vérification)
- Cymbella glacialis J.Brun (Sans vérification)
- Cymbella gondwana Lange-Bertalot
- Cymbella gonzalvesii Sarode & Kamat (Sans vérification)
- Cymbella graciliformis Krammer
- Cymbella gracilis (Ehrenberg) Kützing (Sans vérification)
- Cymbella gracillima Hustedt
- Cymbella grata Pantocsek (Sans vérification)
- Cymbella gregorii Ralfs (Sans vérification)
- Cymbella groenlandica Foged (Sans vérification)
- Cymbella grossestriata O.Müller (Sans vérification)
- Cymbella guettingeri Krammer
- Cymbella halophila Krammer
- Cymbella hantzschiana Krammer
- Cymbella harioti Héribaud-Joseph (Sans vérification)
- Cymbella haslundii Foged (Sans vérification)
- Cymbella hebetata Pantocsek (Sans vérification)
- Cymbella hebridica (W.Gregory) Grunow
- Cymbella hedinii Krammer
- Cymbella heimii P.Fusey (Sans vérification)
- Cymbella helmandensis Foged (Sans vérification)
- Cymbella helmckei Krammer
- Cymbella helvetica Kützing
- Cymbella heterogibbosa H.Kobayasi & Mayama (Sans vérification)
- Cymbella heteropleura (Ehrenberg) Kützing (Sans vérification)
- Cymbella hevesensis Pantocsek (Sans vérification)
- Cymbella hillardii Manguin ex Kociolek & Reviers (Sans vérification)
- Cymbella hofmanniae Lange-Bertalot & Krammer
- Cymbella holmenii Foged (Sans vérification)
- Cymbella hopkirkii Moore (Sans vérification)
- Cymbella hugoni Manguin (Sans vérification)
- Cymbella hugonii Manguin ex Kociolek & Reviers (Sans vérification)
- Cymbella hulensis Ehrlich
- Cymbella hungarica (Grunow) Pantocsek
- Cymbella hurelli P.Fusey (Sans vérification)
- Cymbella hustedtii Krasske
- Cymbella hyalina C.Agardh (Sans vérification)
- Cymbella hyalina Cleve-Euler (Sans vérification)
- Cymbella inca Lange-Bertalot
- Cymbella incertastriata R.Maillard
- Cymbella incrassata (Kützing) Brébisson & Godey (Sans vérification)
- Cymbella incrassata Foged (Sans vérification)
- Cymbella incurvata Krammer
- Cymbella ineaqualis (Ehrenberg) Rabenhorst (Sans vérification)
- Cymbella inelegans Cleve (Sans vérification)
- Cymbella inflata (Kützing) Brébisson & Godey (Sans vérification)
- Cymbella inflata Pantocsek (Sans vérification)
- Cymbella inflexa Pantocsek (Sans vérification)
- Cymbella ingstadii Foged (Sans vérification)
- Cymbella intermedia Héribaud-Joseph (Sans vérification)
- Cymbella ioica J.R.Carter & Denny (Sans vérification)
- Cymbella islandica Østrup
- Cymbella italica Krammer
- Cymbella jalgaonensis Sarode & Kamat (Sans vérification)
- Cymbella janischii (A.Schmidt) Cleve (Sans vérification)
- Cymbella janischii (A.Schmidt) De Toni
- Cymbella jimboi Pantocsek (Sans vérification)
- Cymbella jolmolungmensis C.C.Jao & Y.Y.Lee (Sans vérification)
- Cymbella jonssoni Østrup (Sans vérification)
- Cymbella jordani Grunow
- Cymbella jordanii Grunow manuscr.Cleve (Sans vérification)
- Cymbella kaingensis Vyverman (Sans vérification)
- Cymbella kappii (Cholnoky) Cholnoky
- Cymbella kavnensis Pantocsek (Sans vérification)
- Cymbella kawamurae Skvortzov (Sans vérification)
- Cymbella kemiana Krammer
- Cymbella kerguelenensis Germain (Sans vérification)
- Cymbella kiamensis Meister (Sans vérification)
- Cymbella knuthii Foged (Sans vérification)
- Cymbella kochii Pantocsek (Sans vérification)
- Cymbella koeiei Foged (Sans vérification)
- Cymbella koidzumiana Skvortzov (Sans vérification)
- Cymbella kolbei Hustedt
- Cymbella koreana Skvortzov (Sans vérification)
- Cymbella krasskei Krammer
- Cymbella kriegeri Krasske (Sans vérification)
- Cymbella lacus-karluki Manguin (Sans vérification)
- Cymbella lacustre (Agardh) Kützing (Sans vérification)
- Cymbella lacustris (Agardh) Cleve (Sans vérification)
- Cymbella laetevirens Harvey (Statut incertain)
- Cymbella laevis Nägeli
- Cymbella lanceolata Kirchner
- Cymbella lancettula (Krammer) Krammer
- Cymbella lancettuliformis Krammer
- Cymbella lange-bertalotii Krammer
- Cymbella langii McLaughlin & Andrews
- Cymbella latarea Maillard ex Moser, Steindorf & Lange-Bertalot
- Cymbella latefasciata C.Agardh (Sans vérification)
- Cymbella laubyi Héribaud-Joseph (Sans vérification)
- Cymbella laurenti Lauby (Sans vérification)
- Cymbella laxa Skvortzov (Sans vérification)
- Cymbella lecomtei Lauby (Sans vérification)
- Cymbella lembus J.R.Carter & P.Denny
- Cymbella leptoceroides Hustedt
- Cymbella leptoceros (Ehrenberg) Grunow (Sans vérification)
- Cymbella leptoceros (Ehrenberg) Kützing
- Cymbella lesothensis Schoeman (Sans vérification)
- Cymbella levyi Lauby (Sans vérification)
- Cymbella lindheimeri Grunow (Sans vérification)
- Cymbella lindsayana Greville (Sans vérification)
- Cymbella lindsayana Greville ex W.L.Lindsay (Sans vérification)
- Cymbella linearis Østrup
- Cymbella lineata Harvey (Sans vérification)
- Cymbella lineolatea Patrick (Sans vérification)
- Cymbella ljungneri Cleve-Euler (Sans vérification)
- Cymbella loczyi Pantocsek
- Cymbella lunula (Ehrenberg) Rabenhorst (Sans vérification)
- Cymbella madagascariensis Manguin (Sans vérification)
- Cymbella maggiana Krammer
- Cymbella maharashtrensis Sarode & Kamat (Sans vérification)
- Cymbella maillardi Manguin (Sans vérification)
- Cymbella maliana Maillard (Sans vérification)
- Cymbella malinvaudi Héribaud-Joseph (Sans vérification)
- Cymbella mangini Lauby (Sans vérification)
- Cymbella marathwadensis Sarode & Kamat (Sans vérification)
- Cymbella margaritifera Manguin (Sans vérification)
- Cymbella marginata Østrup (Sans vérification)
- Cymbella marginatum Harvey (Sans vérification)
- Cymbella marina Castracane
- Cymbella marnieri Manguin (Sans vérification)
- Cymbella marnierii Manguin (Sans vérification)
- Cymbella maxima Nägeli ex Kützing (Sans vérification)
- Cymbella mendosa VanLandingham (Sans vérification)
- Cymbella menisculis Hohn (Sans vérification)
- Cymbella metzeltinii Krammer
- Cymbella mexicana (Ehrenberg) Cleve
- Cymbella microstoma Rabenhorst (Sans vérification)
- Cymbella minor (C.Agardh) C.Agardh (Sans vérification)
- Cymbella minuscula Grunow (Sans vérification)
- Cymbella minutissima Hustedt
- Cymbella miocenica Héribaud-Joseph (Sans vérification)
- Cymbella mirabilis Hustedt (Sans vérification)
- Cymbella modicepunctata Krammer
- Cymbella moelleriana Grunow
- Cymbella mongolica Østrup
- Cymbella montana P.Fusey (Sans vérification)
- Cymbella moragoensis Foged (Sans vérification)
- Cymbella muralis Skvortzov (Sans vérification)
- Cymbella muscicola Schoeman (Sans vérification)
- Cymbella nagpurensis Sarode & Kamat (Sans vérification)
- Cymbella navicula (Ehrenberg) Ralfs (Sans vérification)
- Cymbella naviculacea Grunow
- Cymbella naviculiformis (Auerswald) Cleve
- Cymbella naviculoides  (Sans vérification)
- Cymbella naviculoides Hustedt (Sans vérification)
- Cymbella neglecta A.Mayer
- Cymbella nekliaiana R.Maillard
- Cymbella nekliaiensis R.Maillard
- Cymbella nekliaiensis R.Maillard (Sans vérification)
- Cymbella neocaledonica Manguin (Sans vérification)
- Cymbella neocistula Krammer
- Cymbella neogena (Grunow) Krammer
- Cymbella neoleptoceros Krammer
- Cymbella neptuni Pantocsek (Sans vérification)
- Cymbella nerei Pantocsek (Sans vérification)
- Cymbella neupauerii Pantocsek (Sans vérification)
- Cymbella neuquina Frenguelli
- Cymbella nipponica Skvortzov (Sans vérification)
- Cymbella niupanensis Foged (Sans vérification)
- Cymbella nodosa Manguin (Sans vérification)
- Cymbella nordenskioeldii Otto Müller
- Cymbella norvegica Grunow
- Cymbella novazeelandiana Krammer
- Cymbella novilunaris (C.Agardh) C.Agardh (Sans vérification)
- Cymbella nurnussiensis Poretsky (Sans vérification)
- Cymbella nylstroomensis Cholnoky (Sans vérification)
- Cymbella obtusiformis Krammer
- Cymbella obtusiuscula (Kützing) Grunow (Sans vérification)
- Cymbella octensis R.Maillard
- Cymbella oestrupii Lange-Bertalot & Krammer
- Cymbella oliffii Cholnoky (Sans vérification)
- Cymbella oligocenica Schiller & Krammer
- Cymbella olivacea (Hornemann) Brébisson (Sans vérification)
- Cymbella omaniana Krammer
- Cymbella oncliniorum Compère (Sans vérification)
- Cymbella operculata (C.Agardh) C.Agardh (Sans vérification)
- Cymbella orientalis Lee
- Cymbella orsiniana (Meneghini ex Kützing) Rabenhorst (Sans vérification)
- Cymbella osmanabadensis Sarode & Kamat (Sans vérification)
- Cymbella ovalis (Kützing) Brébisson & Godey (Sans vérification)
- Cymbella pachycephala Rabenhorst
- Cymbella pachyptera Pantocsek (Sans vérification)
- Cymbella pagesi Héribaud-Joseph (Sans vérification)
- Cymbella palpebralis R.Maillard ex Lange-Bertalot & Gerd Moser
- Cymbella palustris Hustedt (Sans vérification)
- Cymbella panjaoensis Foged (Sans vérification)
- Cymbella pankowii (Encyonema) Lange-Bertalot & Krammer (Sans vérification)
- Cymbella pantocsekii Krammer
- Cymbella parasitica Brockmann (Sans vérification)
- Cymbella parva (W.Smith) Cleve
- Cymbella parva (W.Smith) Kirchner
- Cymbella parviformis Krammer
- Cymbella parvula Krasske
- Cymbella parvulissima Schiller & Krammer
- Cymbella patagonica (Frenguelli) VanLandingham (Sans vérification)
- Cymbella pauli M.Peragallo & Héribaud-Joseph (Sans vérification)
- Cymbella pavlovi Skvortzov (Sans vérification)
- Cymbella pedunculata Jurilj (Sans vérification)
- Cymbella pelagica Castracane (Sans vérification)
- Cymbella peraffinis R.Tynni
- Cymbella peraffinis Tynni
- Cymbella peragalloi Pantocsek (Sans vérification)
- Cymbella peraspera Krammer
- Cymbella percapitata Krammer
- Cymbella percymbiformis Krammer
- Cymbella perdurrans Pantocsek (Sans vérification)
- Cymbella perfecta Pantocsek (Sans vérification)
- Cymbella perfossilis Krammer
- Cymbella perjaponica Krammer & Lange-Bertalot
- Cymbella pernodensis Maillard
- Cymbella pernodensis Maillard ex Lange-Bertalot & Moser (Sans vérification)
- Cymbella perparva Krammer
- Cymbella pervarians Krammer
- Cymbella philadelphica Boyer (Sans vérification)
- Cymbella picta (Kützing) Brébisson & Godey (Sans vérification)
- Cymbella pisciculus Gregory
- Cymbella placentula Hustedt (Sans vérification)
- Cymbella plena Skvortzov (Sans vérification)
- Cymbella plutonica Pantocsek (Sans vérification)
- Cymbella polita Krasske (Sans vérification)
- Cymbella poretzkyi Muzafarov (Sans vérification)
- Cymbella porrecta Rabenhorst (Sans vérification)
- Cymbella powaiana Gandhi (Sans vérification)
- Cymbella praeclara Pantocsek (Sans vérification)
- Cymbella praerupta Hustedt
- Cymbella praetumida E.A.Cheremisinova (Sans vérification)
- Cymbella pretoriensis Cholnoky (Sans vérification)
- Cymbella procera Pant.& Greguss (Sans vérification)
- Cymbella proschkinae Muzafarov (Sans vérification)
- Cymbella prostrata (Berkeley) Grun (Sans vérification)
- Cymbella protracta Østrup (Sans vérification)
- Cymbella proxima Reimer
- Cymbella psammophila Cholnoky (Sans vérification)
- Cymbella pseudo-lanceolata Skvortzov (Sans vérification)
- Cymbella pseudo-turgidula Héribaud-Joseph (Sans vérification)
- Cymbella pseudoalpinioides Foged (Sans vérification)
- Cymbella pseudocuspidata Gandhi (Sans vérification)
- Cymbella pseudodelicatula Hustedt
- Cymbella pseudohybrida Manguin (Sans vérification)
- Cymbella pseudoincerta Cholnoky (Sans vérification)
- Cymbella pseudonorvegica E.Y.Haw.
- Cymbella pseudostodderi Cholnoky (Sans vérification)
- Cymbella pseudotumida Skvortzov (Sans vérification)
- Cymbella quinquepunctata (Kützing) Brébisson & Godaey (Sans vérification)
- Cymbella rabenhorstii R.Ross
- Cymbella radiosa Héribaud-Joseph (Sans vérification)
- Cymbella radiosa Reichelt
- Cymbella rainierensis Sovereign
- Cymbella rakocziana Pantocsek (Sans vérification)
- Cymbella rapsonii Cholnoky (Sans vérification)
- Cymbella rarissima Skvortzov (Sans vérification)
- Cymbella raytonensis Cholnoky (Sans vérification)
- Cymbella recta Cleve-Euler (Sans vérification)
- Cymbella recta Østrup (Sans vérification)
- Cymbella recurva Meunier (Sans vérification)
- Cymbella reducta Pantocsek (Sans vérification)
- Cymbella reniformis C.Agardh (Sans vérification)
- Cymbella reviersiana Lange-Bertalot & Gerd Moser ex Gerd Moser, A.Steindorf & Lange-Bertalot
- Cymbella rheophila T.Ohtsuka
- Cymbella rhodesi Héribaud-Joseph (Sans vérification)
- Cymbella rhodesica Cholnoky (Sans vérification)
- Cymbella rhomboidea Boyer (Sans vérification)
- Cymbella rivularis Gandhi (Sans vérification)
- Cymbella robertii Krammer
- Cymbella robusta Fusey (Sans vérification)
- Cymbella rosenkrantzii Foged (Sans vérification)
- Cymbella rostrata Rabenhorst (Sans vérification)
- Cymbella rotundata H.H.Chase
- Cymbella rumrichae Krammer
- Cymbella runcina Carter & Cannon
- Cymbella ruttnerii Hustedt (Sans vérification)
- Cymbella sabzewarensis Foged (Sans vérification)
- Cymbella sagarensis Gandhi (Sans vérification)
- Cymbella salina Pantocsek (Sans vérification)
- Cymbella salinarum Grunow (Sans vérification)
- Cymbella sanctae-margaritae M.Peragallo (Sans vérification)
- Cymbella sarsii Foged
- Cymbella saxicola Bily & Marvan
- Cymbella scherffeliana Pant.& Greguss (Sans vérification)
- Cymbella schilleri Krammer
- Cymbella schimanskii Krammer
- Cymbella schmidtii Grunow (Sans vérification)
- Cymbella schubartii Hustedt (Sans vérification)
- Cymbella schubartoides K.E.Camburn & D.F.Charles
- Cymbella schwabei Foged
- Cymbella schweickerdtii Cholnoky (Sans vérification)
- Cymbella scotica W.Smith
- Cymbella scotlandica Krammer
- Cymbella scutariana Krammer
- Cymbella semicircularis  (Sans vérification)
- Cymbella semielliptica Péterfi & Robert (Sans vérification)
- Cymbella semircularis Lagerstedt (Sans vérification)
- Cymbella semisymmetrica E.Y.Haw.
- Cymbella septentrionalis Østrup (Sans vérification)
- Cymbella sibirica Chistyakov (Sans vérification)
- Cymbella simonsenii Krammer
- Cymbella simplex Pantocsek (Sans vérification)
- Cymbella sinensis Metzeltin & Krammer
- Cymbella sinica Skvortzov (Sans vérification)
- Cymbella skabitschevskyi Chistyakov (Sans vérification)
- Cymbella skvortzovii Skabitsch.
- Cymbella sliacsensis Pantocsek (Sans vérification)
- Cymbella smithii Rabenhorst (Sans vérification)
- Cymbella speciosa Lauby (Sans vérification)
- Cymbella sphaerophora A.Cleve
- Cymbella splendens Backman & Cleve-Euler (Sans vérification)
- Cymbella splendens Cleve-Euler (Sans vérification)
- Cymbella standeri Cholnoky (Sans vérification)
- Cymbella staubii Pantocsek (Sans vérification)
- Cymbella stigmaphora Østrup
- Cymbella stodderi Cleve (Sans vérification)
- Cymbella strontiana Krammer
- Cymbella sturii Grunow
- Cymbella stuxbergii (Cleve) Cleve
- Cymbella suavis Pantocsek
- Cymbella subantarctica Krammer
- Cymbella subarctica Krammer
- Cymbella subaspera Krammer
- Cymbella subcapitata Péterfi & Robert (Sans vérification)
- Cymbella subcistula Krammer
- Cymbella subconstricta Østrup (Sans vérification)
- Cymbella subcryptocephala Krasske (Sans vérification)
- Cymbella subcymbiformis Schiller & Krammer
- Cymbella subdirecta R.Maillard (Sans vérification)
- Cymbella subdirecta R.Maillard ex Lange-Bertalot & Gerd Moser
- Cymbella subhelvetica Krammer
- Cymbella subincerta Cholnoky (Sans vérification)
- Cymbella subkolbei Krammer
- Cymbella sublata Fusey (Sans vérification)
- Cymbella sublata Skvortzov (Sans vérification)
- Cymbella subleptoceros Krammer
- Cymbella subovalis Barber (Sans vérification)
- Cymbella subparviformis Krammer
- Cymbella subsymmetrica J.B.Petersen (Sans vérification)
- Cymbella subtruncata Krammer
- Cymbella subturgidula Krammer
- Cymbella subventricosa Choln.
- Cymbella subwulffii Cleve-Euler (Sans vérification)
- Cymbella subzewarensis Foged (Sans vérification)
- Cymbella suecica A.Cleve
- Cymbella sumatrensis Hustedt
- Cymbella superparva Krammer
- Cymbella symmetrica McCall
- Cymbella szontaghii Pantocsek (Sans vérification)
- Cymbella tainensis Foged (Sans vérification)
- Cymbella takoradiensis Foged (Sans vérification)
- Cymbella tartuensis Molder (Sans vérification)
- Cymbella tasmaniensis Hustedt
- Cymbella tatrensis Gutwinski (Sans vérification)
- Cymbella tengganoensis Foged (Sans vérification)
- Cymbella tenuis Héribaud-Joseph (Sans vérification)
- Cymbella terrafuegiana Krammer
- Cymbella theronii Cholnoky (Sans vérification)
- Cymbella thienemanni Hustedt (Sans vérification)
- Cymbella tibetana Hustedt (Sans vérification)
- Cymbella ticinensis Krammer
- Cymbella towoetensis Krammer
- Cymbella transsilvanica Krammer
- Cymbella transvaalensis Cholnoky (Sans vérification)
- Cymbella triangulata Lauby (Sans vérification)
- Cymbella triangulum (Ehrenberg) Cleve (Sans vérification)
- Cymbella triconfusa VanLandingham (Sans vérification)
- Cymbella tristis Krasske (Sans vérification)
- Cymbella tropica Krammer
- Cymbella truncata (Kutzing) Rabenhorst (Sans vérification)
- Cymbella truncata Gregory (Sans vérification)
- Cymbella tsoneka Lange-Bertalot (Sans vérification)
- Cymbella tsonka Lange-Bertalot & Rumrich
- Cymbella tumescens Cleve-Euler (Sans vérification)
- Cymbella tumida (Brébisson) van Heurck
- Cymbella turgida W.Gregory
- Cymbella turgidula Grunow
- Cymbella turgiduliformis Krammer
- Cymbella uebelackeri Lange-Bertalot & Gerd Moser
- Cymbella uenoi Skvortzov (Sans vérification)
- Cymbella ulensis Cleve-Euler (Sans vérification)
- Cymbella umara J.R.Carter & Denny (Sans vérification)
- Cymbella undulata Pero (Sans vérification)
- Cymbella unipunctata Skvortzov (Sans vérification)
- Cymbella valaiseana Krammer (Sans vérification)
- Cymbella valida Pantocsek (Sans vérification)
- Cymbella van-oyei Cholnoky (Sans vérification)
- Cymbella vanoyei Cholnoky
- Cymbella variabilis Wartmann
- Cymbella variostriata R.Maillard
- Cymbella vaszaryi Pantocsek (Sans vérification)
- Cymbella vegeta Pantocsek (Sans vérification)
- Cymbella venezuelana Cholnoky (Sans vérification)
- Cymbella vestigiana Patrick & Freese (Sans vérification)
- Cymbella vidarbhensis Sarode & Kamat (Sans vérification)
- Cymbella volkii Rumrich, Krammer & Lange-Bertalot
- Cymbella von-hauseniae Cholnoky (Sans vérification)
- Cymbella vulgata Krammer
- Cymbella weslawskii Krammer
- Cymbella wittrockii Otto Müller
- Cymbella wolffii Foged (Sans vérification)
- Cymbella wolterecki Hustedt
- Cymbella yabe Skvortzov (Sans vérification)
- Cymbella yarrensis (A.Schmidt) Cleve (Sans vérification)
- Cymbella zambesiana Krammer

Selon NCBI (19 févr. 2012) :
- Cymbella aculeata
- Cymbella acuta
- Cymbella acutea
- Cymbella acutiuscula
- Cymbella adnata
- Cymbella advena
- Cymbella affiniformis
- Cymbella affinis
- Cymbella amphicephala
- Cymbella amphioxys
- Cymbella angustata
- Cymbella aspera
- Cymbella baicalensis
- Cymbella bicapitata
- Cymbella bipartita
- Cymbella boeckii
- Cymbella bruyanti
- Cymbella caespitosa
- Cymbella calida
- Cymbella capitata
- Cymbella capitellata
- Cymbella carassius
- Cymbella cesatii
- Cymbella cimbebasiae
- Cymbella cistula
- Cymbella cistuliformis
- Cymbella cistuloides
- Cymbella conifera
- Cymbella cuspidata
- Cymbella cymbiformis
- Cymbella delecta
- Cymbella delicatula
- Cymbella diavola
- Cymbella diluviana
- Cymbella directa
- Cymbella edelbergii
- Cymbella elegans
- Cymbella elliptica
- Cymbella excisa
- Cymbella excisiformis
- Cymbella expecta
- Cymbella formosa
- Cymbella frigida
- Cymbella fuegensis
- Cymbella fulva
- Cymbella fusidium
- Cymbella gallica
- Cymbella gastroides
- Cymbella geminata
- Cymbella gibba
- Cymbella gibberula
- Cymbella gracilis
- Cymbella halophila
- Cymbella hauckii
- Cymbella hebridica
- Cymbella helvetica
- Cymbella heteropleura
- Cymbella hustedtii
- Cymbella hybrida
- Cymbella incerta
- Cymbella inducta
- Cymbella inflata
- Cymbella integra
- Cymbella intermedia
- Cymbella kiamensis
- Cymbella lacustris
- Cymbella laevis
- Cymbella lanceolata
- Cymbella lata
- Cymbella latarea
- Cymbella lunata
- Cymbella mexicana
- Cymbella microcephala
- Cymbella minor
- Cymbella minuscula
- Cymbella minuta
- Cymbella muelleri
- Cymbella navicula
- Cymbella olivacea
- Cymbella parva
- Cymbella pelagica
- Cymbella perpusilla
- Cymbella pisciculus
- Cymbella prostrata
- Cymbella proxima
- Cymbella pseudoincerta
- Cymbella pusilla
- Cymbella reniformis
- Cymbella rhetica
- Cymbella salina
- Cymbella sigmoidea
- Cymbella signata
- Cymbella similis
- Cymbella subturgidula
- Cymbella tridentina
- Cymbella tumida
- Cymbella tumidula
- Cymbella unipunctata
- Cymbella ventricosa
- Cymbella zebra

Selon World Register of Marine Species (19 févr. 2012) :
- Cymbella acutiuscula Cleve, 1894
- Cymbella aequalis W. Sm. ex Grev. 1855
- Cymbella affinis Kützing, 1844
- Cymbella alpina Grun. 1863
- Cymbella amphicephala Nägeli in Kützing, 1849
- Cymbella amphioxys (Kützing) P.T. Cleve, 1894
- Cymbella angustata (W. Sm.) Cleve, 1894
- Cymbella aspera (Ehrenberg) Cleve, 1894
- Cymbella austriaca Grun. In A. Schmidt, 1876
- Cymbella bernensis Meist. 1912
- Cymbella brehmii Hust. 1912
- Cymbella broenlundensis Foged, 1955
- Cymbella cesatii (Rabenhorst) Grunow in A. Schmidt, 1881
- Cymbella cistula (Hemprich & Ehrenberg) O. Kirchner, 1878
- Cymbella citrus J. R. Carter in J.R. Carter & Watts, 1981
- Cymbella cornuta (Ehrenb.) R. Ross, 1950
- Cymbella cucumis A. Shmidt, 1875
- Cymbella cymbiformis C.A. Agardh, 1830
- Cymbella delicatula Kütz. 1849
- Cymbella diavola J. R. Carter, 1971
- Cymbella diluviana (Kreskke) M. B. Florin, 1971
- Cymbella dorse-notata Ostr. 1910
- Cymbella estonica Mölder, 1937
- Cymbella falaisiensis (Grunow) Krammer & Lange-Bertalot, 1985
- Cymbella gaeumannii Meist. 1934
- Cymbella hebridica (Grun. Ex Cleve) Cleve, 1894
- Cymbella helvetica Kützing, 1844
- Cymbella heteropleura (Ehrenb.) Kütz., 1844
- Cymbella hilliardii Manguin, 1960
- Cymbella hustedtii Krasske, 1923
- Cymbella hybrida Grun. Ex Cleve, 1894
- Cymbella hybridiformis Hust. 1945
- Cymbella inaequalis Grunow & Cleve, 1878
- Cymbella laevis Naegeli ex Kütz., 1849
- Cymbella lanceolata (Ehrenberg) Kirchner, 1878
- Cymbella lapponica Grun. Ex Cleve, 1894
- Cymbella lata Grun. Ex Cleve, 1894
- Cymbella leptoceros (Ehrenberg) Kützing, 1844
- Cymbella linearis Ostr. 1918
- Cymbella marina Castracane
- Cymbella microcephala Grunow in Van Heurck, 1880
- Cymbella moelleriana Grun. In A. Schmidt, 1875
- Cymbella naviculiformis Auerswald ex Heiberg, 1863
- Cymbella neglecta A. Mayer, 1933
- Cymbella obtusa Greg. 1856
- Cymbella obtusiuscula Kützing, 1844
- Cymbella pisciculus Greg. 1856
- Cymbella pseudonorvegica E. Y. Haworth, 1974
- Cymbella pusilla Grunow in A. Schmid, 1875
- Cymbella rainerensis Sovereign, 1963
- Cymbella reinhardtii Grunow in A. Schmid, 1875
- Cymbella rupicola Grunow in A. Schmid, 1881
- Cymbella scotica W. Sm., 1853
- Cymbella semisymmetrica E. Y. Haworth, 1794
- Cymbella similis Krasske, 1932
- Cymbella sphareophora A. Cleve-Euler, 1934
- Cymbella subaequalis Grun in Van Heurk, 1880
- Cymbella subcuspidata Krammer, 1982
- Cymbella symetrica McCall, 1933
- Cymbella thumensis (A. Mayer) Hust. 1945
- Cymbella tumida (Brébisson in Kützing) van Heurck, 1880
- Cymbella tumidula Grunow in A. Schmid, 1875
- Cymbella turgida W. Gregory, 1856
- Cymbella turgidula Grun. 1875
- Cymbella yarrensis (A. Schmidt) Cleve, 1894